# عامر بساط
عامر بساط خبير اقتصادي واستثماري يشغل وزير الاقتصاد اللبناني في حكومة نواف سلام منذ 8 فبراير2025م

## ولادته وتحصيله
ولد عامر بساط في صيدا بيروت ، لبنان حاصل على بكالوريوس الآداب في الاقتصاد من الجامعة الأميركية في بيروت ، تابع دراساته العليا في الاقتصاد والتمويل في جامعة كولومبيا في نيويورك ،وحصل على درجة الدكتوراه في الاقتصاد والمالية من الجامعة ذاتها.

## عمله ووظائفه
بعد حصوله على الدكتوراه  ، انضم عامر بساط إلى فريق صندوق النقد الدولي. في هذه الفترة، أظهر مهارات عالية في التفاوض والتحليل الاقتصادي، وتم تعيينه في الفريق المرموق الذي أُنشئ حديثًا للعمل على البرامج الاقتصادية في روسيا، أوكرانيا، كازاخستان، ومصر. لعب بساط دورًا محوريًا في تطوير السياسات الاقتصادية لهذه البلدان التي كانت تمر بمرحلة تحول اقتصادي عميق، مما عزز مكانته كمستشار اقتصادي دولي مرموق.بعد ثماني سنوات من العمل في صندوق النقد الدولي، قرر عامر بساط الانتقال إلى القطاع الخاص حيث شغل مناصب هامة في شركات مالية كبرى. بدأ مسيرته في القطاع الخاص كخبير اقتصادي في Salomon Brothers، حيث تولى مسؤولية قسم اقتصاديات الأسواق الناشئة في أوروبا. ثم انتقل إلى Morgan Stanley Investment Management، وUBS، وRubicon، حيث شغل مناصب هامة، بما في ذلك شراكته في صندوق التحوط الكلي في لندن. بفضل تجربته الواسعة في الأسواق المالية، تمكن من إدارة الاستثمارات بشكل احترافي وحققت استثماراته نجاحًا كبيرًا.في عام 2007، أسس عامر بساط صندوق "Traxis EM" الذي يركز على الاستثمار في الدخل الثابت والعملات الأجنبية. يعتبر هذا الصندوق أحد المشاريع الرائدة التي ساهمت في تعزيز مكانة بساط في الأسواق المالية العالمية، ويظهر بوضوح إبداعه في دمج المعرفة الأكاديمية مع الخبرة العملية.هو عضو في مجلس إدارة المتحف العربي الأمريكي الوطني وعلوان للفنون، حيث يساهم في دعم الثقافة والفن في المجتمع العربي الأمريكي.

## كتبه وآثاره
بالإضافة إلى نجاحه المهني، يواصل كتابة البحوث الأكاديمية التي تركز على النظرية النقدية الدولية، مما يعكس شغفه المستمر بالعالم الأكاديمي. من بين أبرز إسهاماته الفكرية، مشاركته في تأليف كتاب "Covering Globalization" عام 2005، وهو كتاب يناقش العولمة وآثارها على الاقتصاد العالمي.